# Рем (Мађарска)
Рем (мађ. Rém) је село у Мађарској, јужном делу државе. Село управо припада Јаношхалмском срезу Бач-Кишкунске жупаније, са седиштем у Кечкемету.

## Природне одлике
Насеље Рем налази у јужном делу Мађарске.
Историјски гледано, насеље припада крајње северном делу Бачке, који је остало у оквирима Мађарске (тзв. „Бајски троугао”). Подручје око насеља је равничарско (Панонска низија), приближне надморске висине око 140 м. Око насеља се пружа Телечка пешчара.

## Становништво
Према подацима из 2013. године Рем је имао 1.306 становника. Последњих година број становника лагано опада.
Претежно становништво у насељу су Мађари римокатоличке вероисповести.